# 1,3-二亚胺基异吲哚啉
1,3-二亚胺基异吲哚啉是一种含氮有机化合物，化学式为C8H7N3，在工业上用作合成染料的前体，分子存在于不同的互变异构体，从而产生不同的晶体
。